# Movimiento Libertad
El Movimiento Libertad fue un partido político peruano fundado en 1987 por el escritor Mario Vargas Llosa, ubicado en la derecha política, en respuesta a la severa crisis económica y al viraje estatista que había tomado el Primer Gobierno de Alan García Pérez. Aliado con los partidos Acción Popular y Partido Popular Cristiano, formó el Frente Democrático, que lanzó la frustrada candidatura presidencial de Vargas Llosa en las elecciones generales de 1990. Fue disuelto en 1993.
Entre sus dirigentes se contaron Luis Bustamante Belaúnde, Miguel Cruchaga Belaúnde, Miguel Vega Alvear, Luis Miró Quesada Garland, Raúl Ferrero Costa, Enrique Ghersi Silva, Ricardo Vega Llona, Beatriz Merino, Enrique Chirinos Soto, Pedro Cateriano Bellido y Rafael Rey Rey.

## Historia
El 28 de julio de 1987 el presidente Alan García Pérez, en el tradicional mensaje a la Nación por Fiestas Patrias, anunció su proyecto de estatizar la banca privada peruana. Esto generó un gran movimiento de rechazo encabezado por Mario Vargas Llosa. Varios intelectuales opuestos a la estatización y a las políticas populistas del APRA decidieron entonces formar un movimiento político con miras a las elecciones presidenciales de 1990.
El punto de partida del Movimiento Libertad fue el manifiesto titulado "Frente a la amenaza totalitaria", escrito por el núcleo iniciador del movimiento: el escritor Mario Vargas Llosa, el pintor Fernando de Szyszlo, y los arquitectos Miguel Cruchaga Belaúnde, Luis Miró Quesada Garland y Frederick Cooper Llosa, que lograron reunir un centenar de firmas. Fue leído por el mismo Vargas Llosa en la televisión, el día 2 de agosto de 1987, y apareció publicado en los diarios al día siguiente. En dicho manifiesto se afirmaba que

«la concentración del poder político y económico en el partido gobernante podría significar el fin de la libertad de expresión y, en última instancia, de la democracia».

Este manifiesto sacudió el ambiente político del Perú. Por primera vez en mucho tiempo la nación se polarizó nítidamente, entre estatistas y antiestatistas. Con su proverbial locuacidad, el presidente García salió en defensa de su proyecto, lanzando denuestos contra el imperialismo y los banqueros. La izquierda política, tanto la moderada como la extremista, le brindó su apoyo, sorprendida por el giro que había tomado García, ya que hasta entonces le achacaban el gobernar solo para los intereses de la oligarquía. Los ideólogos izquierdistas afirmaron que se trataba de la primera reforma de carácter estructural que se atrevía a realizar un presidente, desde la época de Velasco.
Para responder a García y a sus aliados de turno, que se jactaban de contar con el apoyo de las masas, los dirigentes “libertarios” organizaron un acto público en la Plaza San Martín de Lima, que se llevó a cabo el 21 de agosto de 1987 y a la que se denominó el “Encuentro por la Libertad”. La concentración fue multitudinaria: alcanzó a reunir cerca de 130,000 personas, que agitaban banderas y coreaban el Himno a la Libertad compuesto para el compositor Augusto Polo Campos. Posteriormente se organizaron otros mítines, en Arequipa y Piura, que también fueron multitudinarios.
Las consecuencias inmediatas fueron las negociaciones entre los partidos políticos afines a la prédica del Movimiento Libertad, para formar una alianza política con miras a las elecciones municipales de 1989 y las elecciones generales de 1990.
El 12 de febrero de 1988, el Movimiento Libertad, Acción Popular y el Partido Popular Cristiano formaron el Frente Democrático (Fredemo). Se sumaron también la agrupación Solidaridad y Democracia (SODE) e independientes.
El Fredemo, si bien ganó varias alcaldías a nivel nacional en las elecciones municipales de 1989, no ganó en la capital del país, quedando su candidato Juan Incháustegui en segundo lugar, siendo el vencedor el candidato independiente Ricardo Belmont. Al año siguiente, el Fredemo lanzó a Vargas Llosa como candidato presidencial, así como una lista única de candidatos al Senado y a la Cámara de Diputados. El Fredemo ganó las elecciones, pero muy lejos del 50% más uno de votos exigidos por la Constitución para obtener la presidencia de la República. El segundo lugar lo ocupó sorpresivamente el candidato de un partido independiente, llamado Cambio 90, el hasta entonces desconocido ingeniero Alberto Fujimori. Se debió entonces realizar una segunda vuelta electoral, en la que Vargas Llosa fue derrotado, obteniendo un 38% de los votos válidos frente al 62% de su rival. No obstante, el Fredemo obtuvo la primera mayoría parlamentaria en el Congreso: 83 representantes (21 senadores y 63 diputados).
Tras el autogolpe de 1992, el Movimiento Libertad decidió no participar en las elecciones para el Congreso Constituyente Democrático de 1993, luego de una asamblea general de sus cuadros dirigentes pues consideró que hacerlo sería una manera de consolidar el golpe de Estado ejecutado por el Poder Ejecutivo. El aparente apoyo de las encuestas a las decisiones del Ejecutivo, el alejamiento de su líder y la disolución del Fredemo (con el PPC dispuesto a ir a las elecciones) contribuyeron finalmente a que se disolviera el 6 de septiembre de 1993, siendo anunciado este suceso por carta pública redactada por sus principales líderes, con el respaldo de Vargas Llosa.

## Ideario
Doctrinariamente, [el Movimiento Libertad] se sustentó en la reivindicación del pensamiento liberal. Defendió la necesidad de un sistema de libre empresa sin regulaciones ni forma alguna de intervención estatal en la economía. Denunció la existencia de un "mercantilismo" en las relaciones entre el Estado y la elite empresarial, que distorsionaba el libre desenvolvimiento de la iniciativa privada.

## Importancia
Si bien el Movimiento Libertad como fuerza política no logró hacer triunfar la candidatura presidencial de su líder Vargas Llosa, su paso por la política peruana dejó consecuencias muy importantes: hizo que la proyectada estatización de la banca, pese a ser aprobada en el Congreso, nunca fuera aplicada, siendo posteriormente derogada. De paso, tumbó definitivamente cualquier deseo reeleccionista que hubiera animado a Alan García. También propició que el pensamiento liberal, hasta entonces excluido del debate político (dominado hasta entonces por la derecha conservadora y la izquierda radical), fuera ganando terreno, especialmente entre la clase media, creando el campo propicio para que pudiera ser aplicada a partir de la década de 1990. Conglomeró además a un importante grupo de personalidades, así como a jóvenes militantes entusiastas, muchos de los cuales destacaron y mantuvieron presencia en la vida pública, aún después de la disolución del movimiento, lo que fue un aporte rejuvenecedor para la política peruana.

[...] Después de seguir los pasos políticos de Vargas Llosa se puede afirmar que la concepción política del autor ha sido alimentada desde sus inicios por la influencia total de Sartre y su apoyo al marxismo, pero luego su alejamiento de esa línea, dando primero la razón a Camus e introduciendo en el liberalismo de Aaron y el liberalismo de Popper y Hayek, Friedman, entre otros. Por ende sus verdaderos maestros políticos, de izquierda o de derecha han sido políticos europeos y por eso su racionalidad como político y candidato político, como crítico y persona representante a visiones europeas muy distintas de aquellas 'semibárbaras' latinoamericanas.

## Resultados electorales

### Elecciones presidenciales
|  | 32.61 % |

|  | 37.19 % |

### Elecciones parlamentarias
|  | 32.06 % |

|  | 30.03 % |

### Elecciones regionales y municipales
| Año  | Gobiernos Regionales | Alcaldías Provinciales | Alcaldías Distritales |
| Año  | Representantes       | Representantes         | Representantes        |
| ---- | -------------------- | ---------------------- | --------------------- |
| 1989 |                      | 61/196                 | 293/1867              |
| 1993 | 0/196                | 9/1867                 |                       |